# Ail caréné

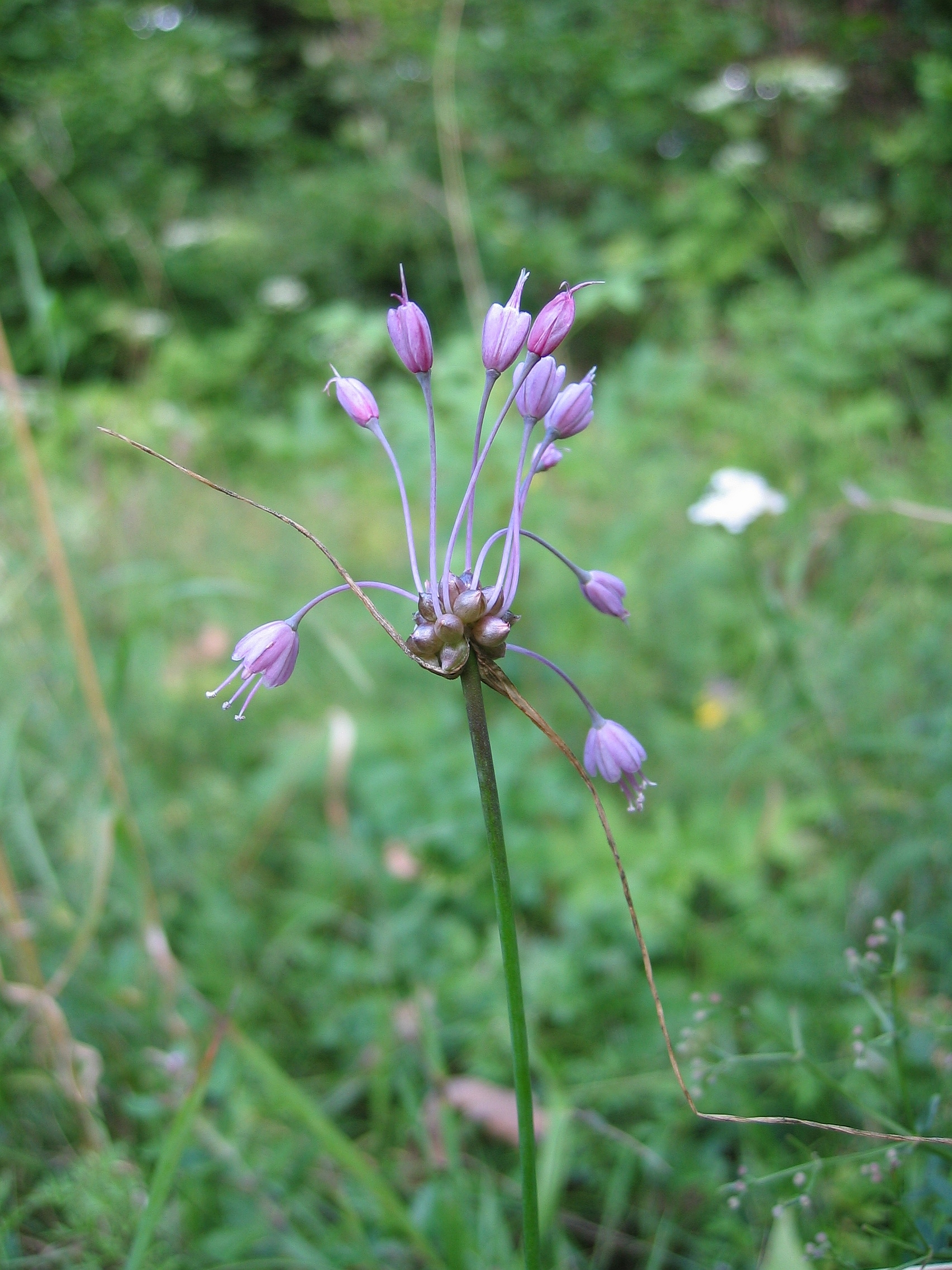

Allium carinatum
Espèce
Classification APG III (2009)
L'ail caréné (Allium carinatum) est une espèce de plante herbacée vivace appartenant au genre Allium (les ails ou aulx) et à la famille des Amaryllidacées. Il fleurit en été, formant des ombelles contenant assez peu de fleurs mais de nombreux bulbilles. Assez rare, il fait partie des espèces protégées dans divers départements français.

## Description

### Écologie et habitat
Plante poussant dans les prairies, les bois clairs ou les landes. Floraison en été. L'ail caréné pousse spontanément en Allemagne, au Danemark et dans certaines régions de France (Normandie, Sud-Est notamment). Il est naturalisé en Belgique, aux Pays-Bas et en Angleterre.

### Morphologie générale et végétative
Plante herbacée vivace de taille moyenne, à tige fine cylindrique, portant de deux à quatre feuilles linéaires à avers rainuré (engainant la moitié inférieure de la tige).

### Morphologie florale

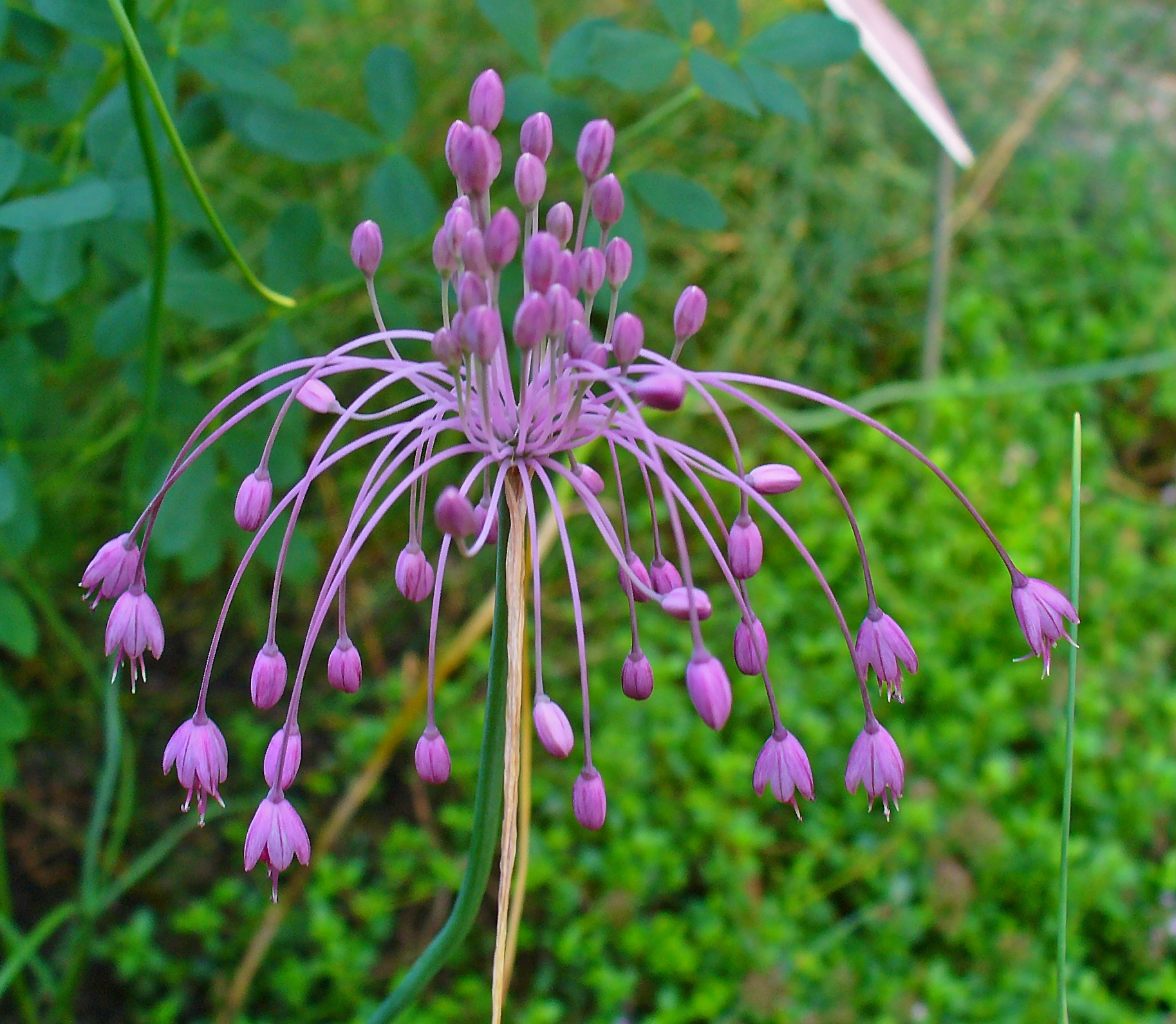
Allium carinatum subsp. pulchellum.

Inflorescence en ombelle très lâche.  Spathe à deux valves très longues et pointues. Fleurs pourpres, en forme de petites coupes d'environ 5 mm. Les fleurs, à longs pédicelles grêles, sont assez rares, remplacées par de nombreux bulbilles qui assurent l'essentiel de la reproduction de la plante. Étamines à anthères pourpres, dépassant l'extrémité de la corolle.

### Fruit et graines

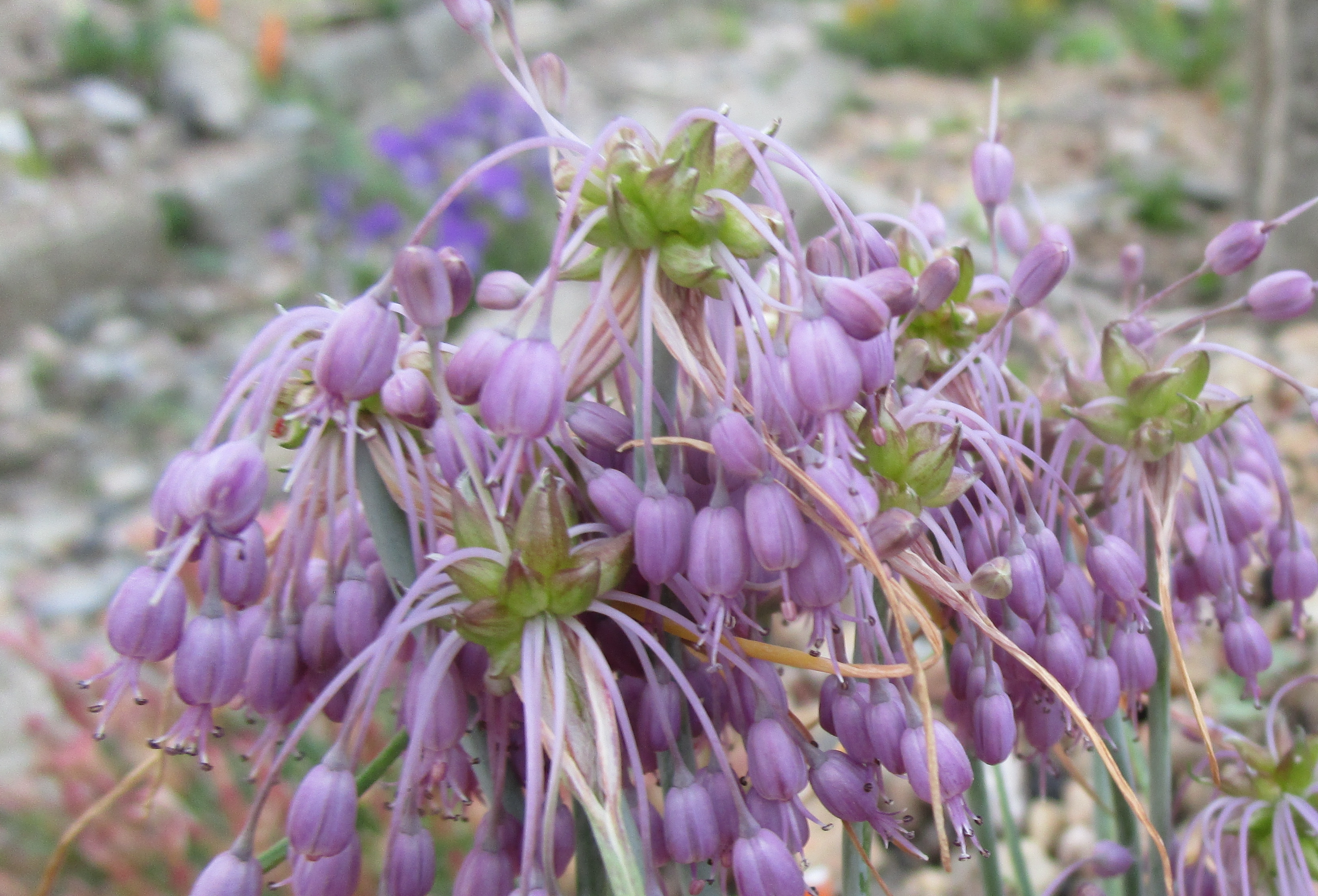

Le fruit est une capsule, mais les fleurs en produisent très peu.

### Culture
Zones de rusticité : 3-8
Exposition : soleil 
Sol : très drainé, léger, avec un peu de matière organique, tout ph
Multiplication : semis facile; division de la touffe en bulbes à l'été. 
Usages : auge, rocaille, jardin alpin

## Sous-espèces
- Allium carinatum L. subsp. carinatum
- Allium carinatum L. subsp. pulchellum Bonnier & Layens (ail élégant)
- Allium carinatum L. subsp. pulchellum var. nanum Hort.